# Coroa (dente)
Coroa, em Odontologia, é a porção superior do dente, seu formato determina a função do dente. É uma camada dura com função de revestimento recoberto por esmalte, que protege o dente e pode apresentar duas ou mais protuberâncias. Os dentes anteriores são mais afiados, possuem função de cortar, por isso têm a forma de um cinzel, enquanto os molares têm superfície plana e trituram o alimento.